# Laser-Scanning-Mikroskop

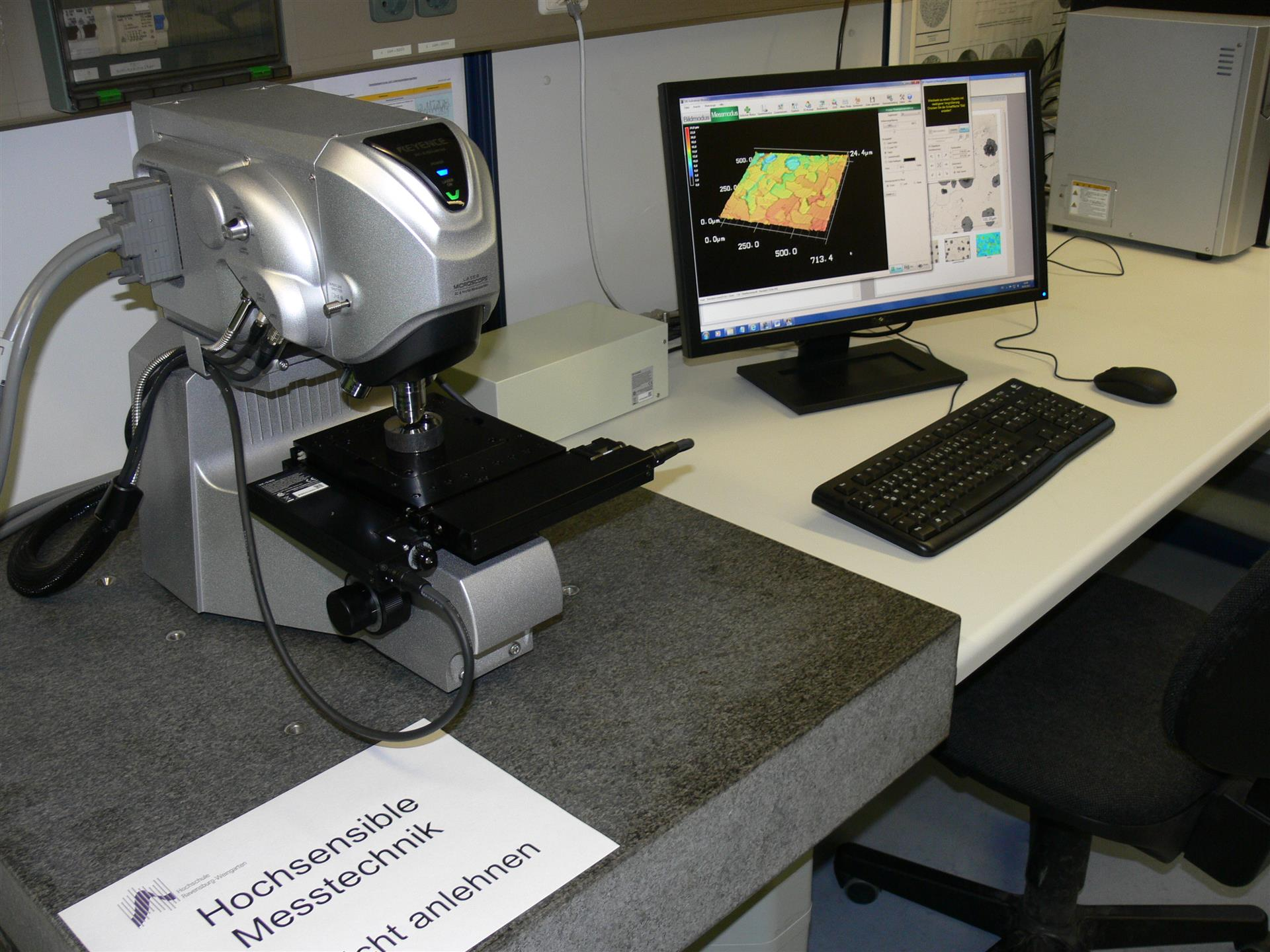
3D-LSM. Arbeitsplatz mit Laser-Scanning-Mikroskop zur Strukturanalyse von Oberflächen

Ein Laser-Scanning-Mikroskop (seltener Laserrastermikroskop; englisch laser scanning microscope, LSM, auch scanning laser microscope) ist ein Lichtmikroskop, bei dem ein fokussierter Laserstrahl ein Präparat abrastert (Laserscanning, englisch to scan = ‚rastern‘). Die Abrasterung kann mit einem Punkt geschehen, durch mehrere Punkte gleichzeitig oder durch eine Linie.
Die punktweise Rasterung des Präparats kann beispielsweise erreicht werden, indem der Laserstrahl durch sogenannte Scan-Spiegel waagerecht und senkrecht abgelenkt wird, bevor er durch das Objektiv auf den Anregungspunkt im Präparat fokussiert wird. Wenn ein dreidimensionales Bild aufgenommen werden soll, so geschieht dies, indem Bilder verschiedener Fokusebenen nacheinander erstellt werden. Dazu wird entweder das Präparat oder das Objektiv in der Höhe verschoben.
In den meisten Fällen wird erzeugte Fluoreszenz aufgenommen, die entsprechenden Geräte gehören also zu den Fluoreszenzmikroskopen. Das Fluoreszenz anregende Laserlicht bewegt sich kontinuierlich über das Präparat, die räumliche Auflösung entsteht dadurch, dass das Fluoreszenzsignal eines bestimmten Zeitabschnitts einem Bildpunkt zugeordnet wird. Es kann sowohl die Fluoreszenzintensität, als auch die Fluoreszenzlebensdauer zur Bilderzeugung benutzt werden, wobei bei letzter zusätzliche Messtechnik erforderlich ist (siehe auch: Fluoreszenzlebensdauer-Mikroskopie, FLIM). Als Detektoren kommen bei der Abrasterung mit einem Punkt meist Photomultiplier oder Avalanche-Photodioden zum Einsatz, bei den anderen Verfahren CCD-Kameras. Im Mikroskop selbst entsteht zu keinem Zeitpunkt ein vollständiges Bild. Dieses wird bei Punktdetektoren erst durch die Steuerungssoftware zusammengesetzt, bei CCD-Kameras auf dem CCD-Chip.

## Varianten
Verschiedene Typen von Laser-Scanning-Mikroskopen werden unterschieden:
- Die historisch ersten Laser-Scanning-Mikroskope waren Flying-Spot-Mikroskope, die ab den 1980er Jahren von konfokalen Laser-Scanning-Mikroskopen abgelöst wurden.
- Diese konfokalen Laser-Scanning-Mikroskope (engl. confocal laser scanning microscope, CLSM) sind heute am weitesten verbreitet. Das Abrastern geschieht meistens Punkt für Punkt, es gibt aber auch Varianten mit mehreren Punkten (Spinning Disk) oder mit einer Linie.
- Ein 4Pi-Mikroskop ist eine Variante des CLSM mit verbesserter Auflösung, die unter anderem dadurch erreicht wird, dass statt einem zwei Objektive eingesetzt werden.
- Ein STED-Mikroskop ist ebenfalls eine Variante des CLSM, bei dem die Auflösung dadurch verbessert wird, dass der Anregungspunkt durch Sättigung von Farbstoffübergängen stark verkleinert wird.
- Multiphotonenmikroskope erlauben Multiphotonenfluoreszenzmikroskopie und Higher Harmonic Generation.

Je nach Abgrenzung des Begriffs „Laser-Scanning-Mikroskop“ können auch Mikroskope hinzugezählt werden, bei denen Streifen im Präparat beleuchtet werden, um jeweils Teilbilder aufzunehmen, und diese Streifen dann ihre Position verändern. Anders als bei den zuvor beschriebenen Varianten ist die Bewegung des Anregungsbereiches jedoch nicht kontinuierlich. Hierzu gehören 3D-SIM-Mikroskope und die Lichtscheibenmikroskopie (SPIM bzw. selective plane illumination microscopy).